# Proxiphocentron anakmata
Proxiphocentron anakmata är en nattsländeart som beskrevs av Malicky 1995. Proxiphocentron anakmata ingår i släktet Proxiphocentron och familjen Xiphocentronidae. Inga underarter finns listade i Catalogue of Life.